# Josef Winkler

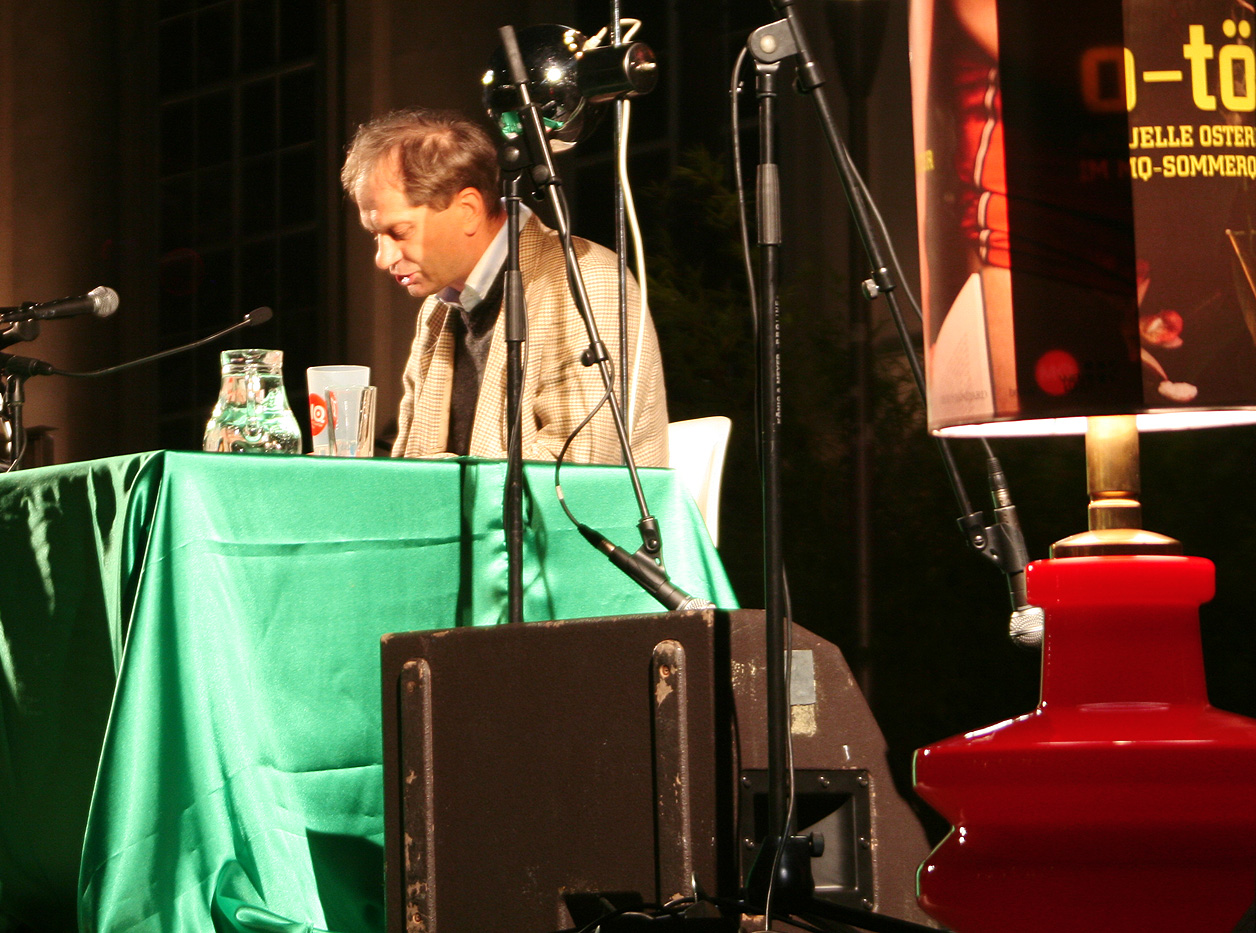
Josef Winkler (Viena, 2007)

Josef Winkler (Paternion, Caríntia, 3 de março de 1953) é um escritor austríaco. Em 2008 recebeu o mais importante prêmio literário da literatura alemã, o Prêmio Georg Büchner.

## Biografia
Nascido em Kamering, perto de Paternion, Winkler cresceu na fazenda dos pais e recebeu formação básica. Depois frequentou uma escola de comércio em Villach e uma academia de comércio em Klagenfurt. Trabalhou, entre outros, numa editora de livros Karl May e na administração de uma faculdade até 1979. No mesmo ano lançou a sua primeira obra Menschenkind que recebeu o prêmio Ingeborg Bachmann. Desde 1982 é escritor livre. Josef Winkler é casado, tem dois filhos e vive em Klagenfurt.

## Prêmios
- Prêmio Ingeborg Bachmann (prêmio das editoras) 1979
- Prêmio Anton Wildgans 1980
- Kranichsteiner Literaturpreis 1990
- Stadtschreiber von Bergen 1994/1995
- Bettina-von-Arnim-Preis 1995
- Berliner Literaturpreis 1996
- manuskripte-Preis des Landes Steiermark 1996
- André-Gide-Preis 2000
- Alfred-Döblin-Preis 2001
- Otto-Stoessl-Preis 2001
- Franz-Nabl-Preis der Stadt Graz 2005
- Großer Österreichischer Staatspreis 2007
- Prêmio Georg Büchner 2008

## Obra
- Ich reiß mir eine Wimper aus und stech dich damit tot, Suhrkamp, 2008
- Roppongi. Requiem für einen Vater, Suhrkamp, 2007
- Indien Varanasi, Harishchandra . . . Reisejournal, Bibliothek der Provinz, 2006 (com Christina Schwichtenberg)
- Leichnam, seine Familie belauernd, Suhrkamp, 2003
- Natura Morta. Römische Novelle, Suhrkamp, 2001
- Wenn es soweit ist, Suhrkamp, 1998
- Domra, Suhrkamp, 1996
- Das wilde Kärnten (= Menschenkind, Der Ackermann aus Kärnten, Muttersprache), Suhrkamp, 1995
- Das Zöglingsheft des Jean Genet, Suhrkamp, 1992
- Friedhof der bitteren Orangen, Suhrkamp, 1990
- Der Leibeigene, Suhrkamp, 1987
- Die Verschleppung, Suhrkamp, 1983
- Muttersprache, Suhrkamp, 1982
- Der Ackermann aus Kärnten, Suhrkamp, 1980
- Menschenkind, Suhrkamp, 1979